# Omer Gbegnon
Omer Gbegnon ist ein beninischer ehemaliger Fußballspieler. Seine Stammposition war im Tor. Für die beninische Fußballnationalmannschaft absolvierte er mindestens zwei Partien in der Qualifikation zur Fußball-WM 1994, die beide verloren wurden.